# Jean-Paul Vonderburg
Jean-Paul Vonderburg (født 31. juli 1964) er en tidligere svensk fodboldspiller.

## Sveriges fodboldlandshold
| Sveriges landshold | Sveriges landshold | Sveriges landshold |
| År                 | Kmp                | Mål                |
| ------------------ | ------------------ | ------------------ |
| 1990               | 2                  | 0                  |
| 1991               | 2                  | 0                  |
| Total              | 4                  | 0                  |